# Karanjia
Karanjia is een stad en “notified area” in het district Mayurbhanj van de Indiase staat Odisha. 

## Demografie
Volgens de Indiase volkstelling van 2001 wonen er 21.420 mensen in Karanjia, waarvan 53% mannelijk en 47% vrouwelijk is. De plaats heeft een alfabetiseringsgraad van 67%. 